# Edera Cordiale
Edera Cordiale-Gentile, italijanska atletinja, * 30. januar 1920, Torino, Italija, † 4. april 1993, Tortorici, Italija.
Nastopila je na poletnih olimpijskih igrah v letih 1948 in 1952, leta 1948 je osvojila srebrno medaljo v metu diska, leta 1952 pa štirinajsto mesto. Na evropskih prvenstvih je dosegla bronasto medaljo leta 1950.